# Gilvács
Gilvács (románul Ghilvaci, németül Gilwatsch) település  Romániában, Szatmár megyében. 1992-ben 399 lakosa volt.

## Fekvése
A Kraszna partján, Nagymajtény közelében fekszik.

## Története
Gilvács nevét  1393-ban Gyluach, 1466-ban Gelwach alakban írták a korabeli oklevelek.
1398-ban a Szántói Petten család birtoka volt. 1391-ben és 1417-ben itt iktatták be Báthori Istvánt (későbbi országbírót) és fivérét, Báthori Benedeket, az ecsedi uradalom urait. 1609-ben a Báthoryak után Tedy Bálint kapta meg, később újra az ecsedi uradalomhoz tartozott, s Bethlen-, majd Rákóczi-birtok lett.
A szatmári béke után gróf Károlyi Sándor kapta meg, és svábokat telepített ide 1751-ben, ők lettek a település újbóli megalapítói.
Lakossága 1941-ben 738 fő, amelyből 28 német volt.

## Közlekedés
A települést érinti a Nagyvárad–Székelyhíd–Érmihályfalva–Nagykároly–Szatmárnémeti–Halmi–Királyháza-vasútvonal.

## Látnivalók
- Temploma 1841-ben épült, 1888-ban átalakították.